# Nouveau Parti progressiste (Corée du Sud)
Le Nouveau parti progressiste (NPP ; en coréen 진보신당, Jinbo Sindang)  est l'un des principaux représentants de la social-démocratie en Corée du Sud. C'est un parti de gauche qui se préoccupe de l'environnement et qui s'engage en faveur des droits des femmes et des homosexuels. 

## Historique
Le parti est fondé le 16 mars 2008 par des anciens membres du parti démocratique du travail (PDT) à cause de la montée du nationalisme au sein de ce parti. Les deux premiers présidents du NPP étaient Sim Sang-jeong et Roh Hoe-chan. Cette même année, lors des élections législatives du 9 avril 2008, il obtient 2,9 % des voix et manque de peu son entrée au parlement. Cette entrée se fait à la suite d'une élection partielle dans la circonscription d'Ulsan-Nord et a un accord avec le PDT qui permit l'élection de Cho Seung-soo mais celui-ci se retire en 2011.
En 2011, une réunification avec le PDT a été envisagée mais refusée par les membres du NPP. Toutefois, une réorganisation des partis de gauche s'est enclenchée. Le 5 décembre 2011, une faction du NPP conduite par Sim Sang-jeong fusionne avec le PDT et l'éphémère parti de la participation du peuple de Rhyu Si-min pour former le parti progressiste unifié (PPU). Le reste du NPP décide de s'unir avec le parti socialiste, cette fusion doit devenir officielle le 4 mars 2012. 
L'équipe actuelle avec le journaliste Hong Sehwa à la présidence a été élue le 25 novembre 2011. 
Le nouveau parti progressiste se présente aux élections législatives du 11 avril 2012. Dans les sondages, il est crédité de 0,8 à 1,8 % des intentions de vote. Son rival social-démocrate, le PPU, atteint quant à lui 3,2 à 4,2 %.
Il fusionne en 2013 avec le Parti socialiste (en) (fondé en 1998) pour former le Parti travailliste.

## Résultats

### Élections législatives
| Année | Voix    | %    | Rang | Élus    |
| ----- | ------- | ---- | ---- | ------- |
| 2008  | 229 500 | 1,33 | 7e   | 0 / 299 |
| 2012  | 101 614 | 0,47 | 11e  | 0 / 300 |